# Petra Sigmund

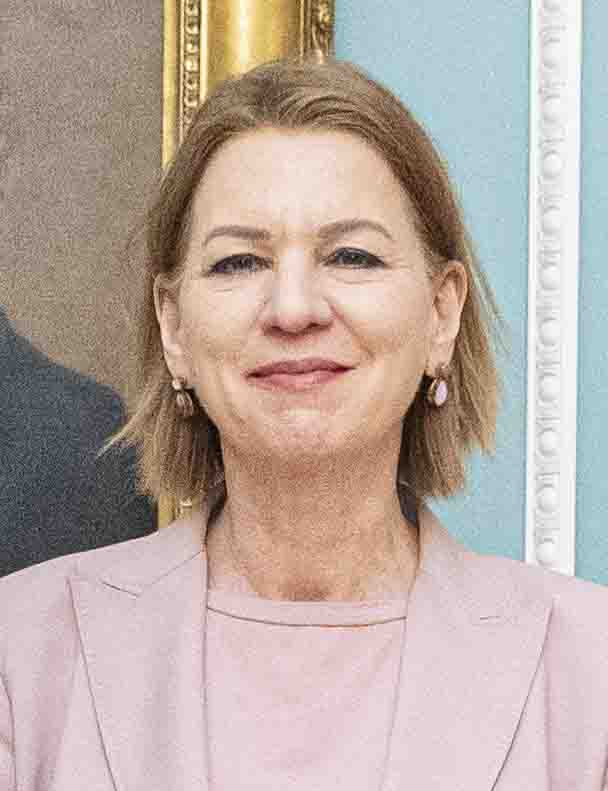
Petra Sigmund (2024)

Petra Sigmund (* 22. April 1966 in Heidelberg) ist eine deutsche Diplomatin. Sie ist seit Mitte 2024 Botschafterin in Japan und leitet als solche die Botschaft Tokio.

## Laufbahn
Sigmund erlangte im Jahr 1985 die allgemeine Hochschulreife und studierte anschließend bis 1994 Sinologie, Politologie und Volkswirtschaftslehre an der Universität Heidelberg, der Freien Universität Berlin und an der Renmin-Universität in Peking. Von 1994 bis 1996 absolvierte sie die Attachéausbildung für den höheren Auswärtigen Dienst in der Aus- und Fortbildungsstätte des Auswärtigen Amts in Bonn-Ippendorf.
Von 1996 bis 1998 war sie als Referentin im Pressereferat des Auswärtigen Amts eingesetzt. Von dort wechselte sie bis zum Jahr 2001 an die Ständige Vertretung bei der EU in Brüssel. Zurück in der Zentrale des Auswärtigen Amts, nun in Berlin, wurde sie bis 2004 Referentin der Politischen Abteilung 2 mit Zuständigkeit für die Türkei und Zypern.
Von 2004 bis 2006 war sie mit der Leitung der Handelsförderungsstelle an der Botschaft Peking betraut. Es folgte eine Versetzung in den Geschäftsbereich des Bundeskanzleramts, wo sie von 2006 bis 2010 Leiterin des Referats für europapolitische Beziehungen zu EU-Mitgliedsstaaten, EU-Erweiterungspolitik, EU-Außenbeziehungen und den Europarat war.
Es folgte von 2010 bis 2013 ein Einsatz als Leiterin des Referats für Presse- und Öffentlichkeitsarbeit in der Botschaft Paris.
Zurück im Auswärtigen Amt war sie von 2013 bis 2015 Leiterin des Referats für Frankreich und die Benelux-Länder, von 2015 bis 2017 Leiterin des Referats für China, Japan, Südkorea, Nordkorea und die Mongolei, von 2017 bis 2019 Beauftragte für Ostasien, Südostasien und Pazifik sowie von 2019 bis 2024 Leiterin der Abteilung Asien und Pazifik.
Ende April 2024 beschloss das Bundeskabinett, sie dem Bundespräsidenten als neue Botschafterin in Japan vorzuschlagen. Die Entsendung erfolgte im August 2024. Seitdem leitet sie die Botschaft Tokio.
Sigmund ist mit einem deutschen Diplomaten verheiratet und hat zwei Kinder.